# Florencja Caerols Martínez
Florencja Caerols Martinez, Florencia Caerols Martinez (ur. 20 lutego 1890 w Caucete, zm. 1 października 1936) – hiszpańska błogosławiona Kościoła katolickiego.
Była pracownicą zakładów tekstylnych i pełniła funkcję przewodniczącej żeńskiej sekcji Akcji Katolickiej. Została aresztowana w 1936 w czasie wojny domowej w Hiszpanii i przez pięć dni była więziona w klasztorze, a następnie przeniesiona do więzienia. Zmarła 1 października 1936 roku, w opinii świętości. Jest jedną z ofiar antykatolickich prześladowań religijnych tego okresu.
Florencję Caerols Martinez beatyfikował Jan Paweł II w dniu 11 marca 2001 roku jako męczennicę zamordowaną z nienawiści do wiary (łac. odium fidei) w grupie 232 towarzyszy Józefa Aparicio Sanza.